# マアルーラ

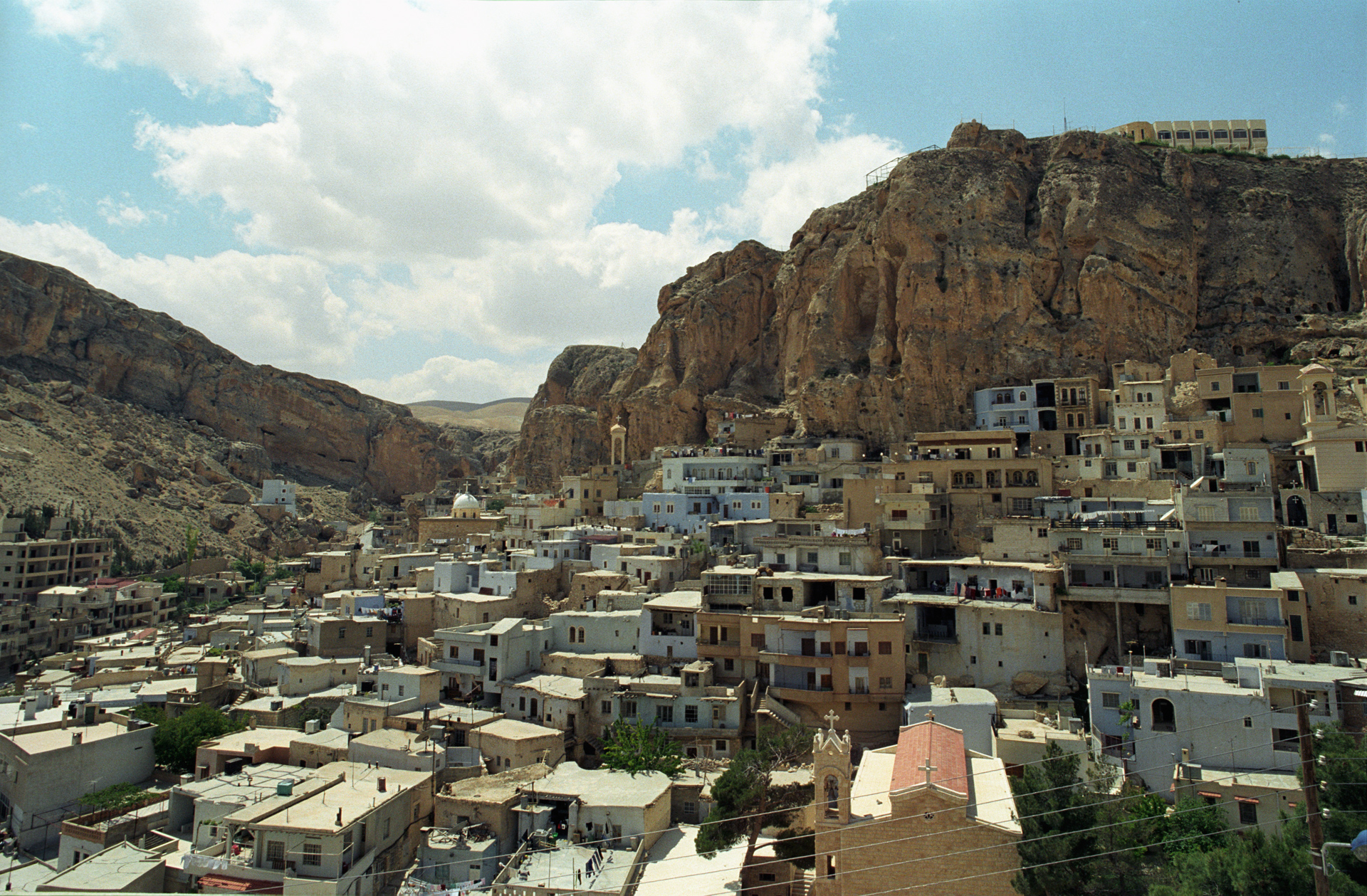
マアルーラの眺め

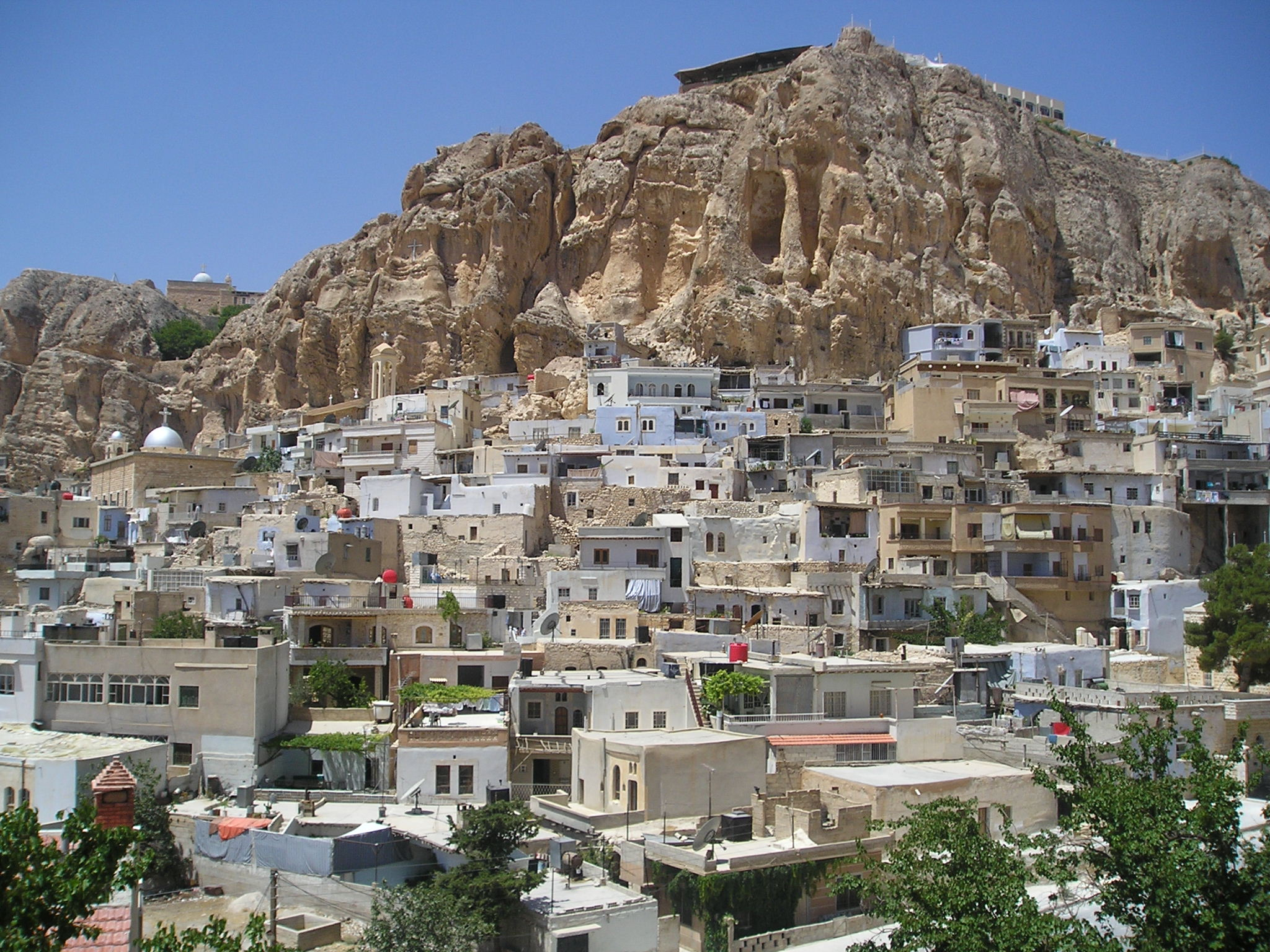
マアルーラの村の風景

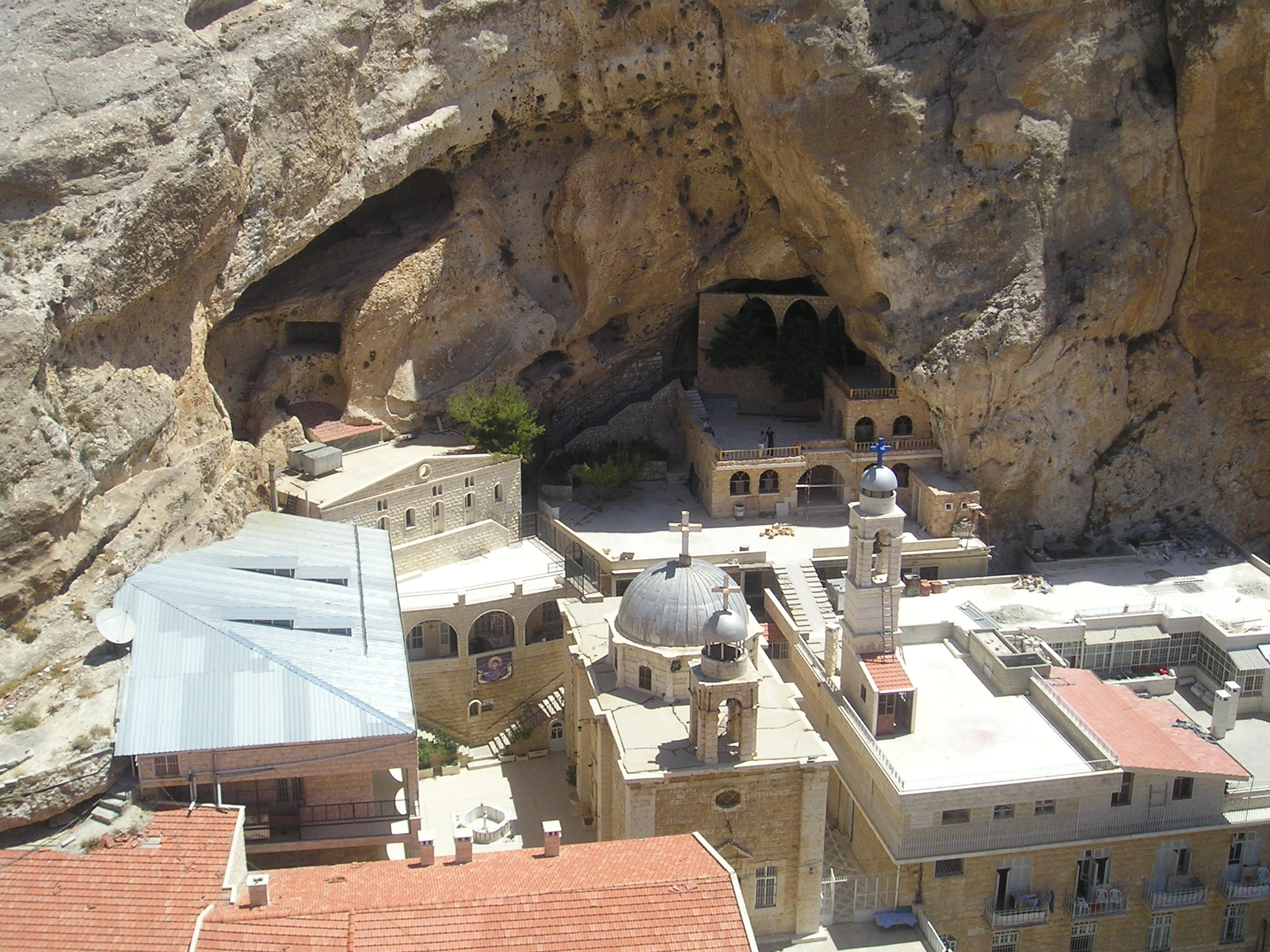
聖テクラ教会

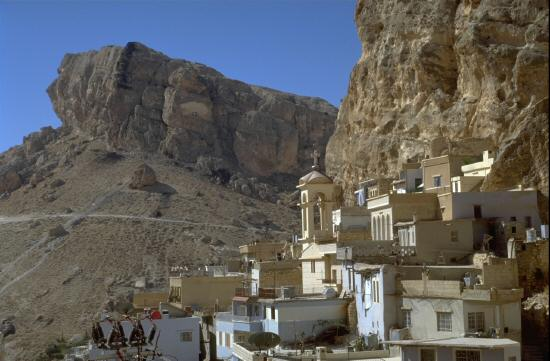
マアルーラの教会

マアルーラ（Maaloula、アラビア語: معلولا Maˁlūla）はシリア（シリア・アラブ共和国）のリーフ・ディマシュク（ダマスカス郊外県）の町。ダマスカスの北東56kmに位置し、人口のほとんどはキリスト教徒（メルキト派）である。町の名はアラム語の ܡܥܠܐ （ma`lā, マアラ、「入口」）に由来する。
かつて中東・シリア地方の共通語であった西方アラム語が現在でも話されている数少ない場所である。現代西方アラム語はマアルーラのほかには近隣の二つの町（アンチレバノン山脈にあるムスリムの町バハー（Bakh`a）とジュッバーディン（Jubb`adin）でしか話されていない。町はごつごつした山の中に築かれており、標高は1500mを超える。2005年時点で人口は2,000人ほど。
マアルーラにはマル・サルキス（Mar Sarkis、聖サルキス修道院）とマル・タクラ（Mar Taqla、聖テクラ修道院）という二つの重要な僧院（修道院）がある。山の上にある聖サルキス修道院は4世紀ごろに異教の神殿跡に建てられ、質素で簡潔な外観の殉教者聖堂（Martyry）にならってデザインされている。修道院の名前はローマ帝国の兵士で殉教して聖者に列せられたサルキス（Sergius、セルギウス）にちなんでいる。修道院は現在もおごそかな性質を残している。一方、岩山の奥にある聖テクラ修道院は、パウロの弟子であった貴婦人聖テクラ（Thecla）にちなんでいる。伝承によれば、紀元1世紀、キリスト教徒となったテクラは父の差し向けた兵に追われてこの山に逃げてきたという。彼女が祈ると山は二つに割れて開き、彼女はその間を通って逃げることができた。マアルーラの町の名は、このときの山の割れ目または入口に由来するという。しかしこの話には、マアルーラの住民の間でも様々なバリエーションがある。
その他多くの修道院、女子修道院、教会、神殿、聖域の跡が付近の山中にはあり、崩れ落ちているものもあれば今なお建っているものもある。ムスリムとキリスト教徒とを問わず多くの巡礼者がマアルーラに訪れるほか、シリアのキリスト教徒の足どりをこの地にたどる観光客も多い。